# 만달레이 픽처스
만달레이 픽처스(Mandalay Pictures; 이후
Mandalay Independent Pictures, Mandalay Vision)는 1995년에 설립 된 미국 영화 회사이다. 만달레이 픽처스는 베드로 거버, 만달레이 엔터테인먼트의 자회사이며, 이전에 소니 픽처스 엔터테인먼트로 불렸다.
와 계약을 맺었다. 회사의 마스코트는 호랑이.
1997년부터 2002년까지 만달레이 픽처스는 라이언스게이트가 소유했다. 2007년에 만달레이 독립적 인 픽처스 (Mandalay Independent Pictures)의 독립 제작 부서가 출범했다. 2010년부터 지사는 만달레이 비전 (Mandalay Vision)이라는 이름으로 운영되고 있다.